# Mercedes-Benz 260 D

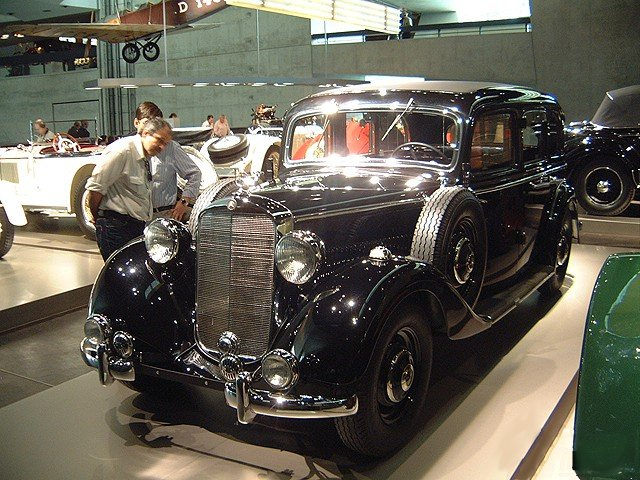
Mercedes 260 D

La Mercedes 260 D est la première automobile construite en série entre 1936 et 1940 mue par un moteur Diesel.

## Historique du moteur Diesel
Durant la dernière décennie du XIXe siècle, Rudolf Diesel développe l'idée d'un moteur à allumage par compression qui sera breveté le 23 février 1893 et auquel il donnera son nom. Dans un premier temps, ce moteur n'équipait que des bateaux ou des véhicules utilitaires. Si le premier prototype routier fut lancé en 1921 par Peugeot en collaboration avec l'ingénieur français Tartrais, la première automobile produite en série fut la Mercedes 260 D.

## Production
La Mercedes 260 D fut produite de 1936 à 1940.